# Consejo para Eliminar y Prevenir la Discriminación CDMX
El Consejo para Prevenir y Eliminar la Discriminación de la Ciudad de México (oficialmente COPRED) es un organismo público que promueve el derecho a la igualdad y la no discriminación de todas las personas que habitan o transitan por la Ciudad de México.
Entró en vigor el 25 de noviembre de 2011, por la Ley para Prevenir y Eliminar la Discriminación en la Ciudad de México publicada en la Gaceta Oficial del Distrito Federal, el 24 de febrero de 2011; en la misma se indica que el Consejo llevará a cabo procedimientos de reclamación o queja, así como incidencia en política pública, con plena autonomía técnica y de gestión.

## Funciones
Trabajar para prevenir y eliminar la discriminación en la Ciudad de México, mediante la evaluación de la política pública y la atención a la ciudadanía, pone especial atención en grupos de población potencialmente vulnerables a ser víctimas de discriminación como: mujeres, migrantes, personas indígenas, población LGBTTTI, personas adultas mayores, personas jóvenes.
Atiende a personas que han sufrido discriminación y realiza acciones de promoción, difusión y educación para construir una cultura de igualdad y no discriminación.

### Octubre, mes de la Cultura por la No Discriminación
El 7 de febrero de 2020 se declaró el 18 de octubre como Día de la Cultura por la No Discriminación en la Ciudad de México,  publicado en la Gaceta Oficial, teniendo por objetivo la promoción del derecho a la igualdad y la no discriminación. Es por ello que durante el mes de octubre COPRED, la Secretaría de Cultura de la CDMX y la UNESCO promueven una agenda con actividades que fomentan una perspectiva de inclusión, trabajando con dependencias de la administración pública de la Ciudad de México. 
Para 2021 se programaron más de 190 actividades y talleres con tema de la No Discriminación con el área de Cultura Comunitaria,  El Rule Comunidad de Saberes, los programas sociales de Talleres de Artes y Oficios (TAOC) y de Promotores Culturales Comunitarios, la Red de Fábricas de Artes y Oficios (Faros), el Grupo de Atención y Acompañamiento Prioritario, el área de Fomento Cultural Infantil Alas y Raíces, así como la Red de Museos de la Ciudad de México.

### Instituto Nelson Mandela
En 2015 se creó el Instituto Nelson Mandela, como un espacio de educación y formación continua en materia de Igualdad y No Discriminación, para promover el conocimiento de los derechos humanos, el trato igualitario y la no discriminación en la CDMX. En este espacio se hace investigación, capacitación y actividades de reflexión con un enfoques de educación para la paz y en derechos humanos.
El Instituto también tiene como objetivo la capacitación y sensibilización en Derechos Humanos, igualdad y no discriminación para personas servidoras públicas de la Ciudad de México, así como a la ciudadanía y a organizaciones de la sociedad civil.

### Gran Acuerdo por el Trato Igualitario
Es una plataforma de vinculación con el sector empresarial, en la cual se analizan políticas internas, se capacitan a personas directivas de las empresas y se promueve la adopción de una política de inclusión laboral de igualdad y no discriminación.
Asimismo el Gran Acuerdo por el Trato Igualitario reconoce a empresas que generan un esfuerzo más allá de sus obligaciones legales en materia de igualdad y no discriminación.

## Lista de presidentes
| Presidente (a)                | Periodo                                       |
| ----------------------------- | --------------------------------------------- |
| Jacqueline L’Hoist Tapia      | 14 de octubre de 2011 - 12 de octubre de 2018 |
| Geraldina González de la Vega | 15 de octubre de 2018                         |